# Бил Еванс
Вилијам Џон Еванс, познатији као Бил Еванс (енгл. Bill Evans; Плејнфилд, 16. август 1929 — Форт Ли, 15. септембар 1980) је био амерички џез пијаниста и композитор.
Од оца велшког и мајке русинског порекла Бил Еванс је примио прва знања о музици.
Био је једини бели музичар у секстету Мајлса Дејвиса, где је свирао поред Џона Колтрејна и Кенонбол Едерлија. Њихов заједнички рад је забележен на Дејвисовом албуму Kind of Blue из 1959. године.
Поред Мајлса Дејвиса сарађивао је и са другим великим композитором џеза какав је био Чарлс Мингус.
Утицао је на многе генерације џез музичара, пијаниста, пре свега на Кита Џерета, Чика Корију, Лајла Мејса, Есбјерна Свенсона и Торда Густавсена.

## Портрет у џезу
Први Евансов трио попуњавали су басиста Скот Ла Фаро и бубњар Пол Моушан.
Овај трио је снимио албуме Portrait in Jazz (1959) и Explorations (1961).
Заједно су наступили у 3 „сета“ 25. јуна 1961. године у Вилиџ Вангарду у Њујорку, и из тог наступа су настала два албума - Sunday at the Village Vanguard и Waltz for Debby.
Исте године Скот Ла Фаро гине у саобраћајној несрећи.
1966. Еванс упознаје младог басисту, Порториканца Едија Гомеза. Њима се на кратко прикључује бубњар Џек Де Џонет, кога ће касније заменити Марти Морел.
После Морела у трио долази Елиот Зигмунд и трио Еванс, Гомез, Зигмунд снима I Will Say Goodbye и незаборавни You Must Believe in Spring (1977).
Након овог састава, Еванс окупља тада младог басисту Марк Џонсона и Џоа Ла Барберу на бубњу.
У овој постави он држи свој последњи концерт 1979. године, познат као Jazz at Maintenance Shop.

## Смрт
Бил Еванс је био зависник од хероина и кокаина.
15. септембра 1980. подлегао је цирози јетре, услед компликација са крварењем чира и упалом плућа.
Иза себе је оставио око 50 албума које је снимио као бенд лидер и отприлике исто толико албума на којима је свирао као члан бенда других бендлидера.

## Мултимедија
- Бил Еванс и Чак Израелс (бас) и Лари Бункер (бубањ) снимак са BBC-јевог Jazz 625, "How My Heart Sings!", Лондон, Енглеска (1965)[мртва веза]
- Бил Еванс, Еди Гомез (бас) и Марти Морел (бубањ), "Gloria's Step", In The Jazz Set, NJN (1972)
- Бил Еванс, Марк Џонсон (бас) и Џо Ла Барбера (бубањ),"Re: Person I Knew", Jazz At The Maintenance Shop, Амес, Ајова, САД (1979)